# Nowa Osusznica
Nowa Osusznica (dodatkowa nazwa w j. kaszub. Nowô Òsësznica; niem. Neu Ossusnitza) – mała osada kaszubska w Polsce na Równinie Charzykowskiej, w regionie Kaszub zwanym Gochami położona w województwie pomorskim, w powiecie bytowskim, w gminie Lipnica.
W latach 1975–1998 miejscowość administracyjnie należała do województwa słupskiego.
Wskazówka – błąd na mapie "szukacza.pl" (rzeczywiste współrzędne wskazują na "Rucowe Lasy")